# Zabarrena
Zabarrena fue una aldea del municipio español de Ezcaray.

## Historia
Hacia mediados del siglo XIX, el lugar era referido como una aldea perteneciente a Ezcaray. Aparece descrito en el decimosexto y último volumen del Diccionario geográfico-estadístico-histórico de España y sus posesiones de Ultramar de Pascual Madoz con las siguientes palabras:

ZABARRENA: ald. con alc. p. dependiente de Ezcaray en la prov. de Logroño, part. jud. de Sto. Domingo de la Calzada. sit. al pie de la sierra de la Demanda al O. de la ald. de Posadas; la rodean varias colinas que impiden su ventilacion; su clima aunque algo frio, no es enfermizo. Tiene unas 5 casas; y sus hab. acuden á la igl. de aquella ald. á oir misa, y de la misma reciben el pasto espiritual. Sus tierras muy estériles solo producen un poco de centeno y pastos, para la cria de algun ganado. pobl. riqueza y contr., con el ayunt.
(Madoz, 1850, p. 441)